# Gustavo Adolfo de Vasaborg
Gustavo Adolfo de Vasaborg (21 de abril de 1653-4 de julio de 1732), Conde de Vasaborg, teniente coronel.

## Vida
Era hijo de Gustavo de Vasaborg y Ana Sofía von Wied-Runkel, y por lo tanto tataranieto de Gustavo Vasa. Gustavo Adolfo estudió en Estrasburgo.  
Su esposa era Angélica Catharina von Leiningen-Westerburg, hija del Conde Georg Wilhelm de Leiningen-Westerburg.
Fue maestro de caballería del ducado de Brunswick-Lüneburgo en 1676. Teniente coronel al servicio de Hannover. Perdió Wildeshausen, que el Arzobispo de Münster tomó durante la guerra en curso con el rey Carlos XI y luego perdió por la reducción de Carlos XI tanto el condado como las baronías, tras lo cual vivió en la granja Hengslage en el condado de Wildeshausen. Murió el 4 de julio en Wildeshausen y fue enterrado el 9 de julio en la iglesia de Hundlosen.

### Matrimonio y descendencia
Contrajo matrimonio con Angélica Catharina von Leiningen-Westerburg, hija del Conde Georg Wilhelm de Leiningen-Westerburg.
15 niños de los cuales 11 alcanzaron la edad adulta:
- Jorge Mauricio de Vasaborg nació en 1678, murió soltero y sin servicio el 14 de enero de 1754 y cerró así la noble familia de Vasaborg.
- Antonio Adolfo de Vasaborg (1689-1748).
- Sofía Isabel Cristina de Vasaborg (24 de agosto de 1694-12 de diciembre de 1756 en Forbach en Lorena). Estaba casada con el gobernador general de Saarbrücken, el barón Henning von *Stralenheim, de quien desciende la noble familia von Strahlheim-Vasaborg en Baviera.
- Enriqueta Polyxena de Vasaborg nació en 1696, murió soltera en su finca Hundlosen en Oldenburg 1777 y cerró la familia noble de Vasaborg.